# Basilica della Santissima Annunziata del Vastato
La basilica della Santissima Annunziata del Vastato è un luogo di culto cattolico di Genova, situato in piazza della Nunziata, nel quartiere di Prè. È una delle chiese più rappresentative dell'arte genovese del tardo manierismo e, soprattutto, del barocco del primo Seicento. La sua comunità parrocchiale fa parte del vicariato "Centro Ovest" dell'arcidiocesi di Genova.

## Storia e descrizione

### Dai frati Umiliati ai frati Francescani
Il luogo in cui si trova la chiesa era già stato occupato da una comunità di Frati Umiliati provenienti dalla Lombardia, che nel 1228 avevano edificato un convento e la piccola chiesa di Santa Marta del Prato. Questa chiesa, esigua nelle proporzioni, occupava approssimativamente lo spazio dell'attuale presbiterio.

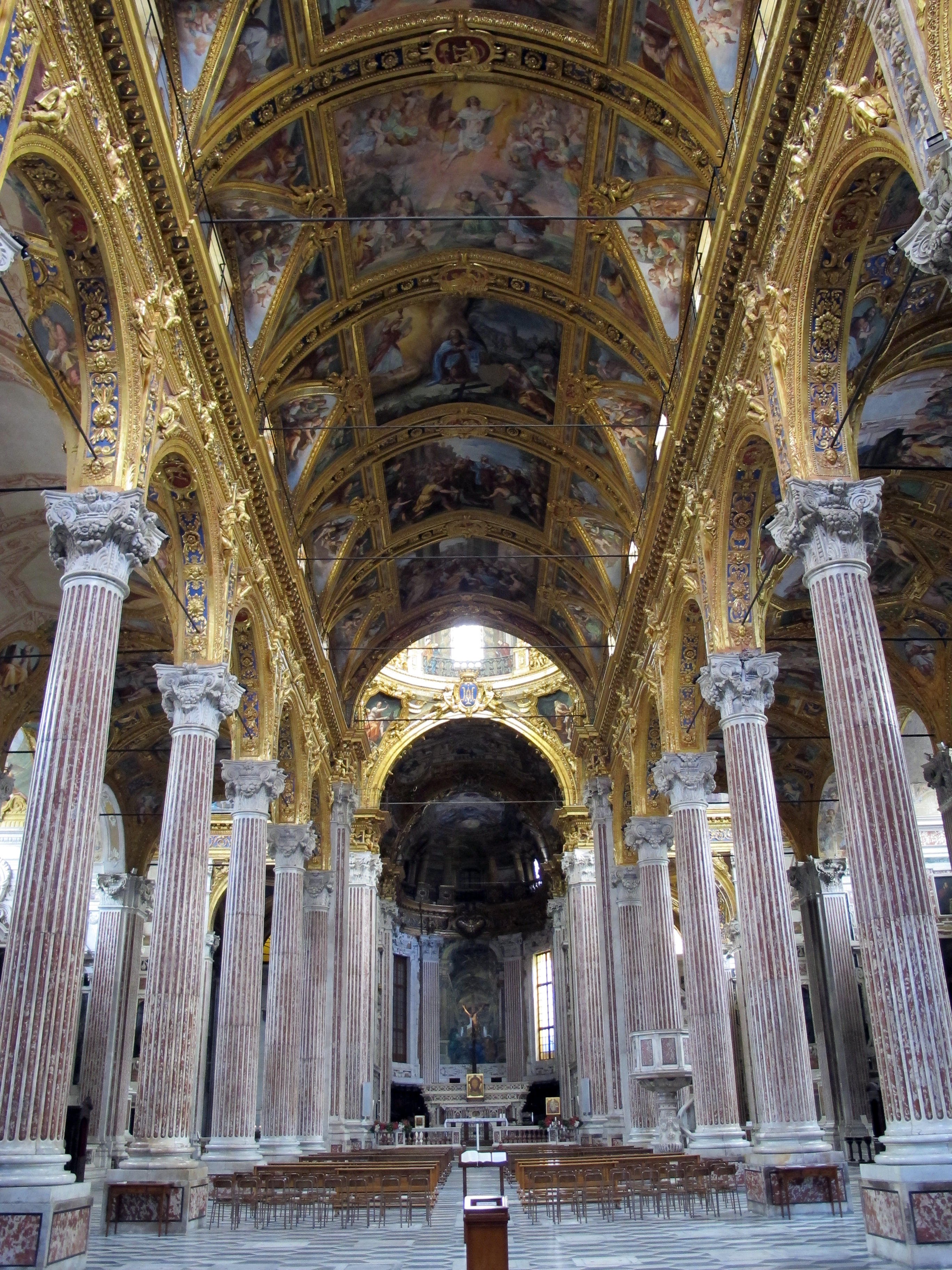
Il sontuoso interno.

La scelta del sito era stata condizionata dalla presenza di due rivi, il rio di Carbonara e il rio di Vallechiara, oggi non più visibili perché incanalati già nel Seicento in gallerie sotterranee prossime alla basilica. La comunità religiosa aveva bisogno di questi corsi d'acqua perché si occupava della lavorazione della lana. Inoltre, molti spazi erano divenuti utilizzabili, perché l'area era stata spianata per ragioni di sicurezza in seguito ai lavori di costruzione delle nuove mura cittadine del Barbarossa (1155). Da qui probabilmente il toponimo di Vastato (da guastum o vastinium, cioè demolizione), col quale si chiamavano i guasti o le tagliate esterne alle mura, privi di alberi od altro che potesse fornire riparo ad eventuali attaccanti. Su questo guasto venivano ad esercitarsi i balestrieri genovesi.
Nel 1508 le costruzioni ancora presenti vennero assegnate ai Frati Francescani Conventuali provenienti dalla chiesa di San Francesco di Castelletto, abbandonata a causa di altri lavori alle mura cittadine. Furono i francescani ad avviare una nuova costruzione, meglio rispondente alle loro necessità liturgiche e alla loro pastorale predicatoria diretta al popolo.
I lavori iniziarono il 20 luglio 1520, quando venne posta la prima pietra con una solenne cerimonia alla presenza del vescovo di Agrigento monsignor Giuliano Cybo.
La chiesa venne edificata in forme tardo-gotiche per rispettare lo stile artistico della chiesa madre dell'ordine francescano, cioè la basilica di San Francesco d'Assisi, e venne subito dedicata al loro santo patrono, con il nome di San Francesco del Guastato. Si trattava di una costruzione anacronistica e sproporzionata; infatti si realizzarono delle colonne a strisce bianche e nere, emblema del gotico locale (presenti tuttora sotto le stuccature seicentesche: i bombardamenti del secondo conflitto mondiale, facendo crollare le lastre marmoree e gli stucchi di rivestimento, avevano riportato alla luce tali colonne tonde a rocchi bianchi e neri), in pieno rinascimento, ed in una dimensione esagerata per quello stile adatto a rapporti più contenuti.

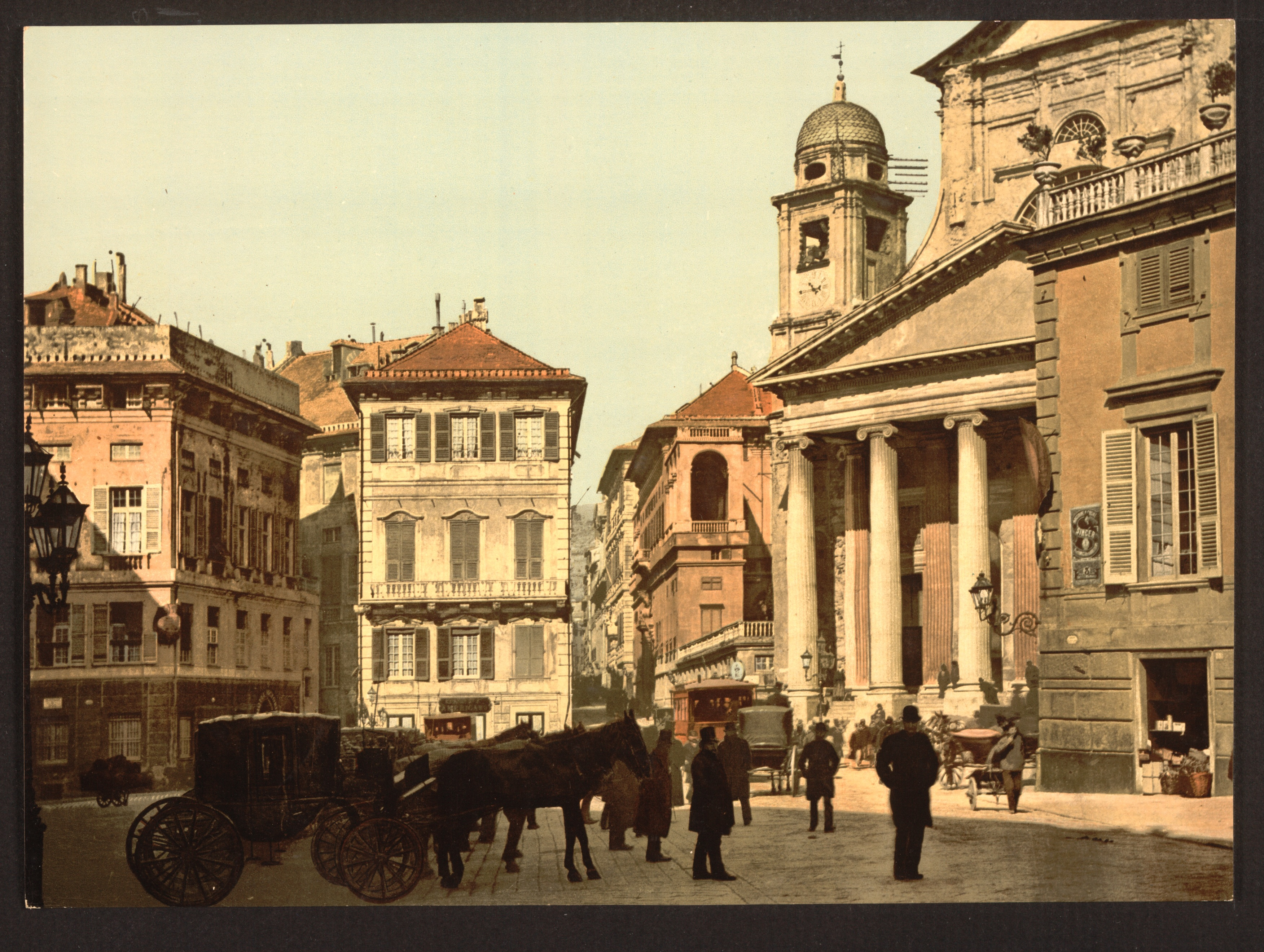
Piazza dell'Annunziata tra il 1890 e il 1900

La chiesa non venne però completata: i lavori si fermarono dopo l'erezione delle mura portanti e la chiusura del tetto; le decorazioni interne erano poche e semplici, anche per una logica di povertà francescana. Anche la facciata non venne realizzata, perché lo spazio verso piazza della Nunziata non era proprietà dei frati ma era occupato da altri edifici. 
Nonostante tutto, la chiesa aveva proporzioni monumentali: un'ampia navata centrale e due navate laterali affiancate, ognuna, da una fila di cappelle; un transetto e un presbiterio a base quadrata. All'incrocio fra transetto e navata centrale era stato sovrapposto un tiburio. Le dimensioni complessive dell'edificio appena descritto sono stimabili intorno a 33 x 54 metri.
Nel 1537 i Conventuali lasciarono il Vastato per tornare alla chiesa e al convento di San Francesco di Castelletto, resi di nuovo agibili dopo le risistemazioni della cinta muraria. La chiesa di San Francesco del Guastato venne quindi destinata ai Frati Francescani Osservanti, costretti a lasciare il convento della Santissima Annunziata di Portoria per nuovi lavori alle mura della città, che portarono con sé nella nuova sede l'intitolazione della chiesa precedente: nacque così la Santissima Annunziata del Vastato.

### La grande trasformazione postridentina

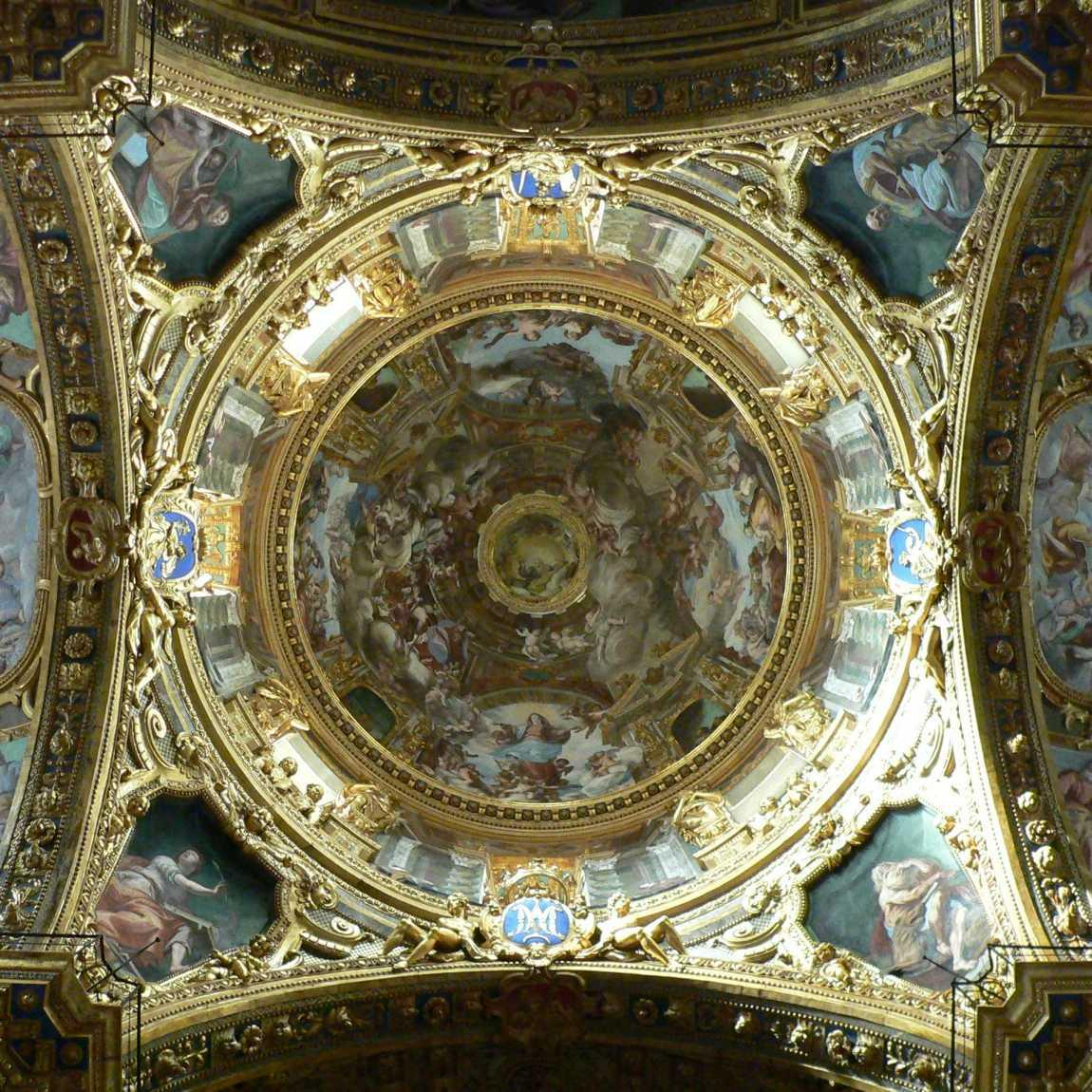
Interno della cupola di Andrea Ansaldo

Le vicissitudini cinquecentesche della Chiesa cattolica, con la Riforma protestante e, quindi, il Concilio di Trento, furono causa indiretta di una radicale trasformazione della basilica. Nel 1582 arrivò, infatti, a Genova Monsignor Francesco Bossi, vescovo di Novara, per verificare la conformità della diocesi genovese ai dettami del concilio tridentino. 
Questi dedicò tre pagine del suo dettagliatissimo rapporto alla chiesa dell'Annunziata, nelle quali erano indicate tutte le opere da eseguire e con quali tempi, affinché l'edificio fosse adeguato ai nuovi dettami.
I frati furono obbligati a studiare un rinnovo pressoché totale dell'edificio e, soprattutto, a trovare qualcuno che finanziasse un simile cantiere. Fu così che nel 1591 vendettero il giuspatronato della cappella maggiore alla ricchissima famiglia dei Lomellini, padrona di Tabarca in grazia della concessione ricevuta nel 1544 ai tempi di Andrea Doria, in grazia della quale disponeva del floridissimo commercio del corallo. I Lomellini si impegnarono a pagare e dirigere tutti i lavori, in cambio dell'uso della chiesa come cappella di famiglia. Sotto il loro patrocinio si realizzò la maggiore impresa artistico-architettonico-pittorica del Seicento genovese, strutturalmente risolta nel rivestimento di uno scheletro falso medioevale.
I Lomellini incaricarono Taddeo Carlone di realizzare i primi adeguamenti architettonici, cioè l'allungamento del presbiterio con la costruzione dell'abside, così da trovare spazio per il coro, e la sostituzione del tiburio con una cupola ad alto tamburo.
A partire dal 1615 il cantiere venne diretto da Giovanni Domenico Casella detto Scorticone e Giacomo della Porta. Questi curarono l'allungamento dell'edificio verso l'attuale piazza della Nunziata di una campata e mezza, dopo che i frati ebbero acquistato le costruzioni che impedivano l'opera (il fienile della famiglia Balbi, l'oratorio di San Tommaso e l'osteria di Santa Marta), preoccupandosi di dare una prima forma non definitiva alla facciata. Ma soprattutto realizzarono la decorazione scultorea della chiesa con marmo, pietre, stucco e oro, accordandosi con i due pittori che avrebbero poi dipinto i riquadri rimasti liberi: Giovanni e Giovanni Battista Carlone.

### I cicli pittorici

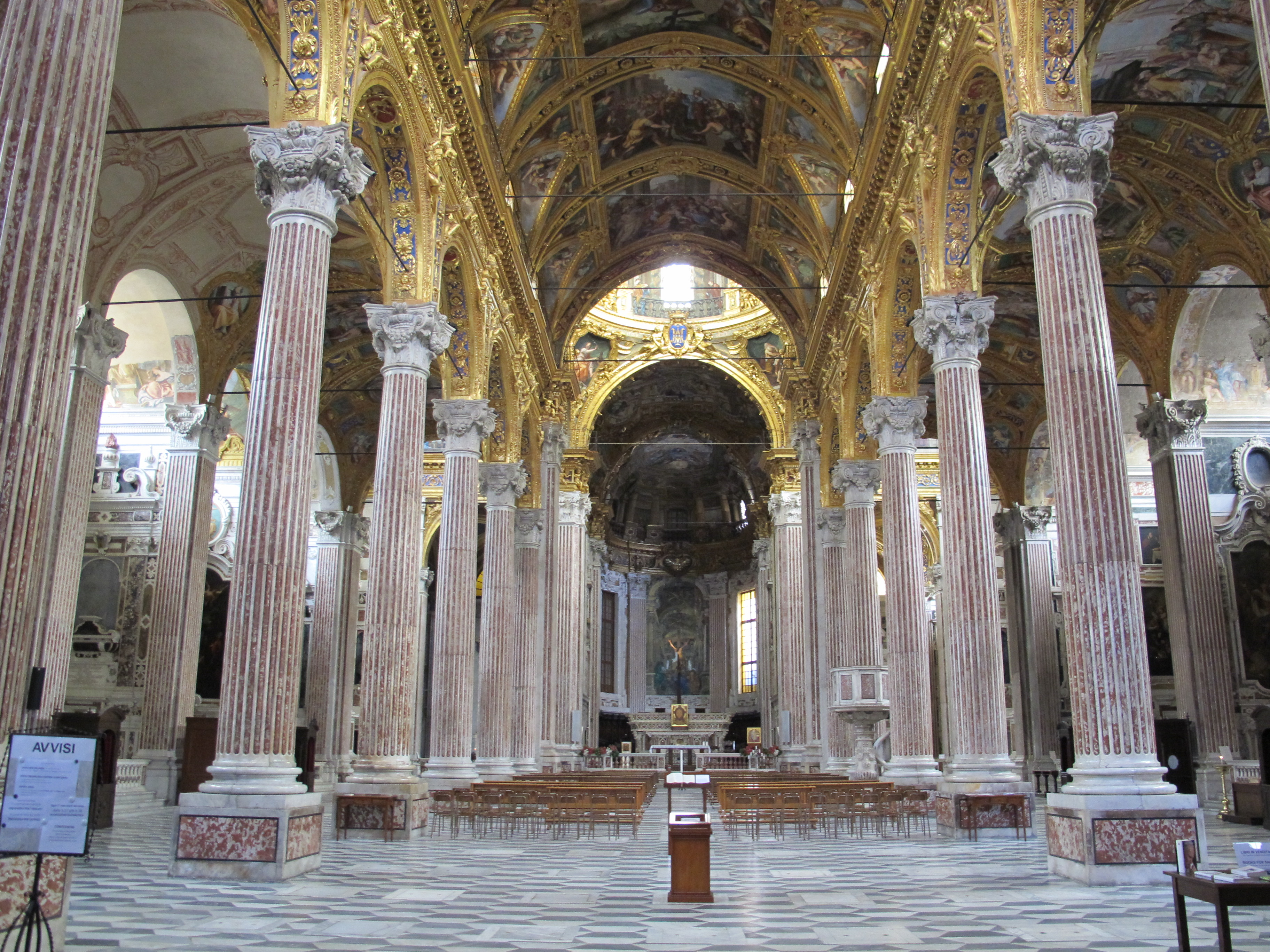
Veduta dell'interno.

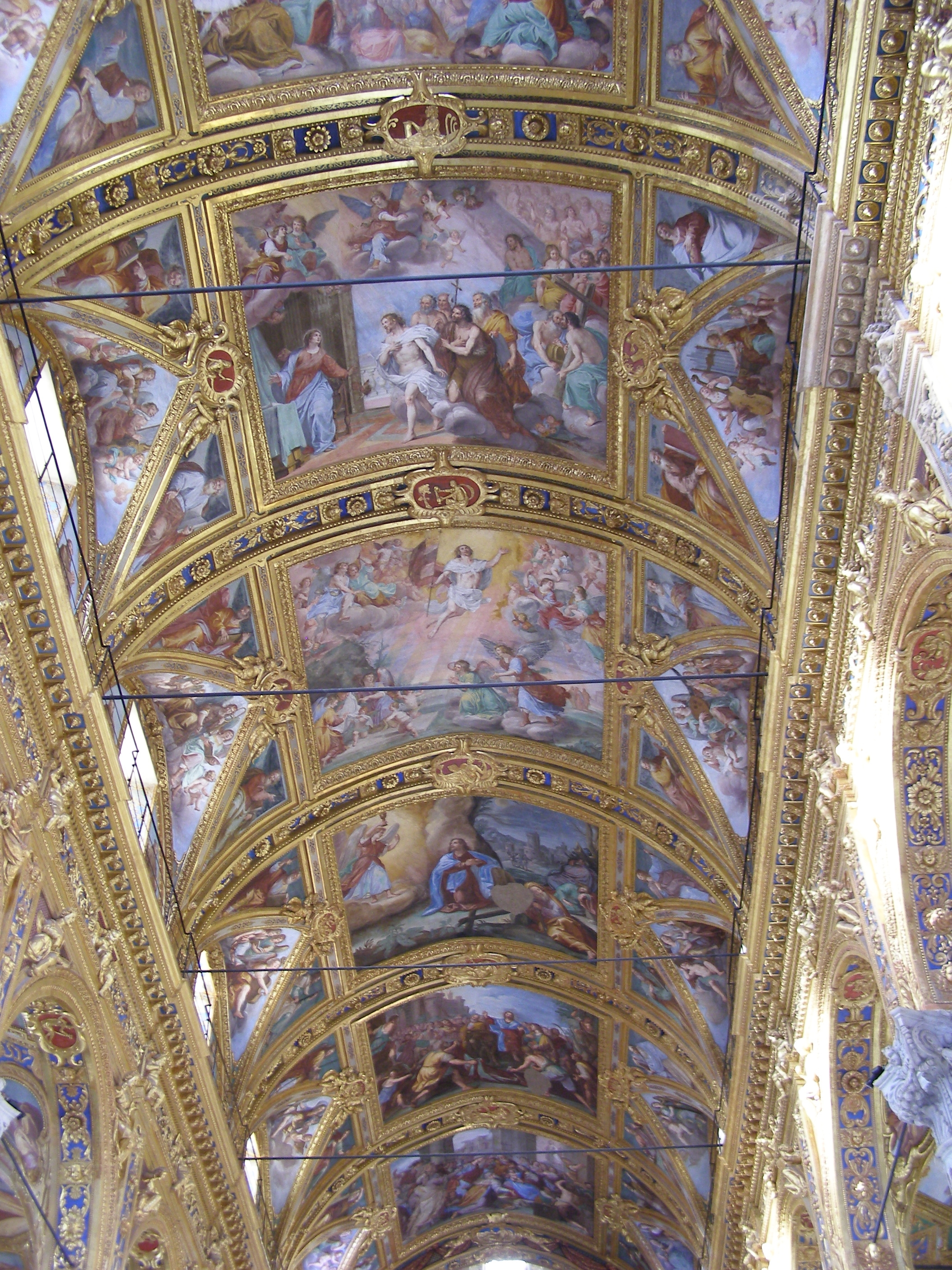
La volta della navata centrale.

Giovanni Carlone mise mano alla decorazione a fresco nella seconda metà degli anni venti, cominciando a dipingere gli episodi previsti per il transetto: Pentecoste, Incredulità di san Tommaso, Trasfigurazione e Discepoli di Emmaus. Continuò quindi con le prime tre campate della navata centrale, in cui dipinse L'adorazione dei Magi, L'entrata in Gerusalemme e La preghiera nell'orto degli ulivi (con buona probabilità dipinse anche alcuni degli affreschi delle navate laterali).
Arrivato a questo punto si interruppe per andare a lavorare alla decorazione della chiesa di Sant'Antonio Abate dei Padri Teatini a Milano, ma nel 1631, poco dopo aver iniziato a dipingere per quest'ultima commessa, morì improvvisamente.
Fu il fratello Giovanni Battista a completare le opere rimaste incompiute a Milano e a Genova. All'Annunziata dipinse le campate rimanenti della navata centrale (La Resurrezione, Gesù risorto saluta Maria prima di salire al cielo e Maria incoronata) e le campate delle navate laterali che ancora dovevano essere finite. Nel frattempo, in un periodo che non è stato ancora possibile comprendere, lavorò ad alcuni affreschi anche Gioacchino Assereto, che dipinse le prime volte delle navate laterali (Eleazaro e Rebecca al pozzo e Pietro e Giovanni risanano lo storpio davanti alla porta Bella).
Arrivato il momento di decorare i luoghi più importanti dell'edificio, i Lomellini si rivolsero ad Andrea Ansaldo, cui chiesero di mettere mano innanzi tutto alla cupola. L'artista vi lavorò ininterrottamente per tre anni, fino alla morte avvenuta nel 1638. La complessa macchina prospettica si articola con gli affreschi e le figure in oro a tutto tondo che ricoprono, con ritmo ascendente,  l'intera superficie dei pennacchi, del tamburo, della cupola e della lanterna sommitale. Il tema centrale corrisponde alla dedicazione del tempio, l'Ascensione della Vergine. La tensione verticale del complesso prende avvio con le quattro grandi figure ad affresco dei pennacchi, i Quattro evangelisti, fra i quali spiccano il giovane Giovanni con la penna sollevata e la figura avvitata dell'anziano e barbuto Marco, che esibisce una possente muscolatura. Quattro coppie di giovani nudi reggono in cima agli arconi lo stemma mariano in campo azzurro. Nel cerchi del tamburo, le quattro finestre sono incorniciate da cariatidi dorate che sembrano sorreggere la cupola, e coppie di puttini in oro a tutto tondo. Ad essi si alternano architetture dipinte con colonne tortili e balaustre dalle quali sporgono i discepoli dipinti a trompe-l'œil. Nella cupola le architetture dipinte proseguono quelle reali della chiesa, e da un arcone si scorge l'Assunta contornata da vari personaggi biblici. Il vortice ascensionale si conclude nel cupolino dove è raffigurato Dio Padre.
Nel 1783 Agostino Lomellini, ultimo esponente della famiglia, già doge della Repubblica di Genova dal 1760 al 1762, ottenne dal papa Pio VI che la chiesa fosse dichiarata parrocchia gentilizia dei Lomellini, ma fu solo per pochi anni: con la sua morte nel 1794 il casato si estinse. I religiosi dovettero abbandonare il convento nel 1810 per le leggi di soppressione napoleoniche, ma vi fecero ritorno nel 1815. Il papa Pio VII, in transito a Genova nel viaggio di rientro a Roma dopo la prigionia napoleonica, il 4 maggio 1815 vi celebrò solennemente la festività dell'Ascensione insieme a sedici cardinali, ed ancora vi celebrò la Pentecoste il 14 maggio.

### Restauri ottocenteschi, danni bellici, nuove opere

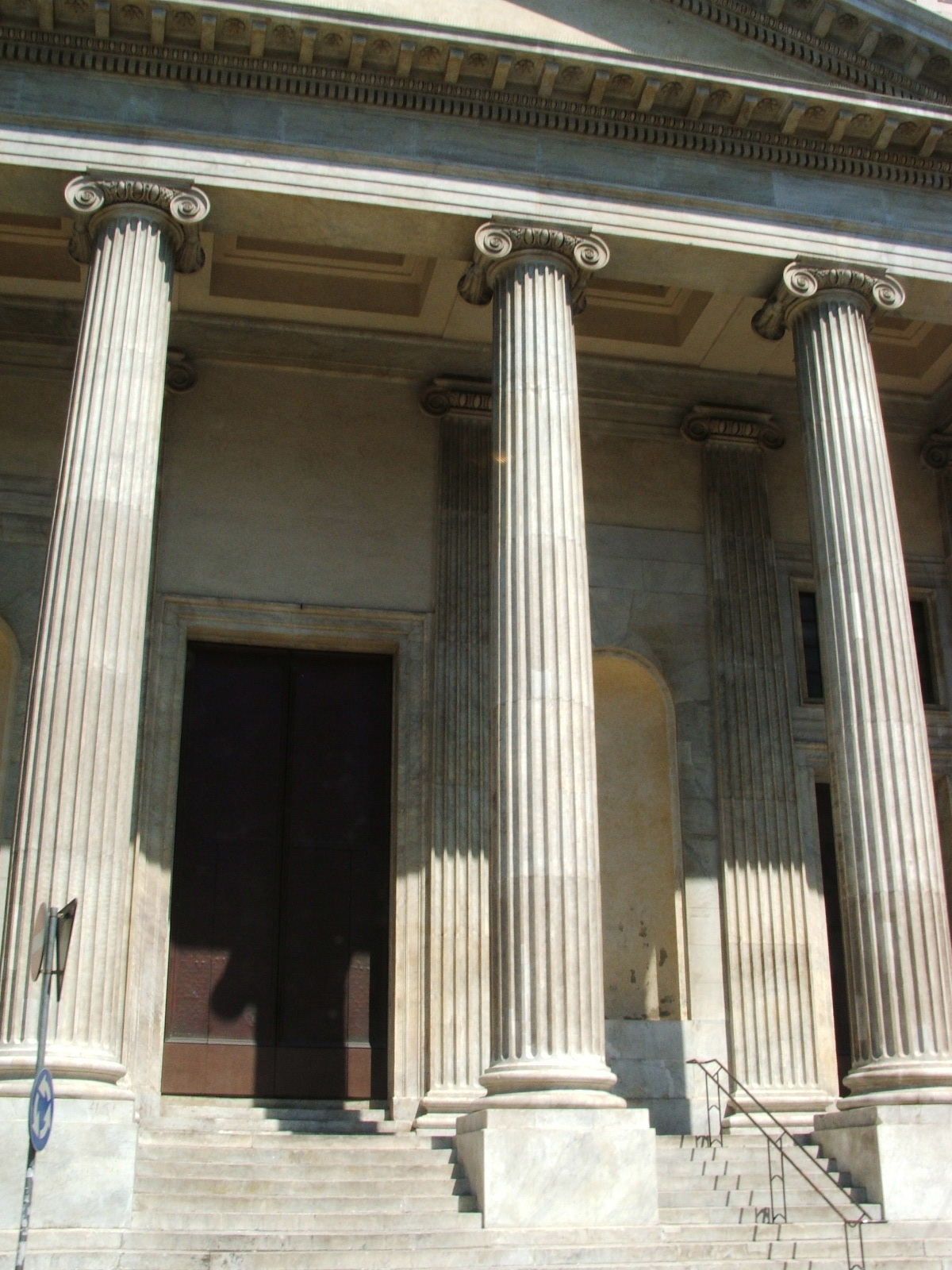
Particolare delle colonne della facciata.

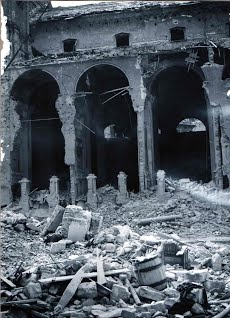
Dopo i bombardamenti del 1943

La facciata neoclassica, che si caratterizza per i due campanili e soprattutto per il grandioso pronao con sei colonne in stile ionico, fu realizzata nel 1867 ed è il risultato dei progetti redatti da Carlo Barabino nel 1834 e rielaborati da Giovanni Battista Resasco nel 1841.
Per le nuove leggi di soppressione emanate dal governo sabaudo nel 1861 i francescani dovettero lasciare nuovamente la chiesa e il convento. Nel 1898 la chiesa fu eretta in parrocchia dall'arcivescovo Tommaso Reggio, affidandola nuovamente ai frati Minori che vi rientrarono il 30 maggio 1901.
Nel corso dei bombardamenti che devastarono la città nel durante la seconda guerra mondiale, la chiesa fu più volte colpita, ma i danni maggiori si ebbero soprattutto il 29 ottobre 1943. Molti affreschi delle cappelle laterali sul fianco verso via Polleri (lato Sud-Est) andarono distrutti, tra i quali diversi di Domenico Fiasella; queste parti perdute si individuano dai tratti di intonaco grezzo lasciato tale nella ricostruzione.
Sotto le bombe però nel complesso la struttura portante resse, i pilastri rimasero, e a crollare furono alcuni muri di riempimento e alcune voltine. La documentazione fotografica riportata nella Rivista Municipale "Genova" dell'anno 1942 mostra la struttura a sezione quadrata di stuccature dorate che riveste i pilastri completamente squarciata, ed al suo interno emergono le colonne medioevaleggianti in rocchi bianchi e neri.
Nel 1995 il pittore Raimondo Sirotti dipinge un Incontro dei Santi Gioacchino e Anna, reinterpretazione del dipinto originale absidale opera del pittore seicentesco Giulio Benso. Nel 2023 è stata installata l'opera "Whatsover you do" donata dallo scultore Timothy Schmaltz alla comunità di Sant'Egidio, che custodisce la basilica. “Whatsever you do” è il ritratto di un mendicante sotto le sembianze del quale si nasconde la figura di Gesù, la mano tesa piagata dal foro dei chiodi della croce.

## Descrizione
L'interno, grande e luminoso, restaurato dopo i gravi danni della seconda guerra mondiale, a tre navate, ha pianta a croce latina con una serie di cappelle nelle navate laterali, arricchite da affreschi, dipinti, marmi intarsiati e stucchi in oro zecchino, opere dei migliori artisti genovesi del Seicento
Il famoso filosofo ed enciclopedista Montesquieu, nella prima metà del Settecento, definì la Nunziata la più bella chiesa di Genova.

### Principali artisti rappresentati (secoli XVII-XVIII)
Giovanni Andrea Ansaldo - Gioacchino Assereto - Giulio Benso - Luca Cambiaso - Giovanni Battista Paggi - Domenico Piola - Domenico Scorticone (per i marmi policromi e intagliati) - Giacomo Porta (per i marmi policromi e intagliati) - Giovanni Battista Carlone e il fratello Giovanni Carlone - Gregorio De Ferrari - Andrea Semino - Giovanni Andrea De Ferrari - il Guercino - Pietro Paolo Raggi - Luciano Borzone - Aurelio Lomi - Giovan Battista Vicino - Nicolò Carlone - Fiasella - Vittorio Gatto - Octave Pellè (francese) - Bernardo Carbone - Sebastiano Galeotti - Giulio Cesare Procaccini - Anton Maria Piola - Bernardo Strozzi - Calvi - Giovanni Andrea Carlone - Tommaso Clerici - Tommaso Orsolino (scultore) - Leonardo Ferrandino (scultore) - Simone Barabino.